# 雅法门
31°46′35.5″N 35°13′39.7″E / 31.776528°N 35.227694°E
雅法门是耶路撒冷老城城墙上的一道石门，是8座耶路撒冷城门之一。 
雅法门外的雅法街通往地中海边以色列最大的港口城市特拉维夫。在古代，这条路通往港口城市雅法，雅法就是今日特拉维夫的南部边缘。

## 政治

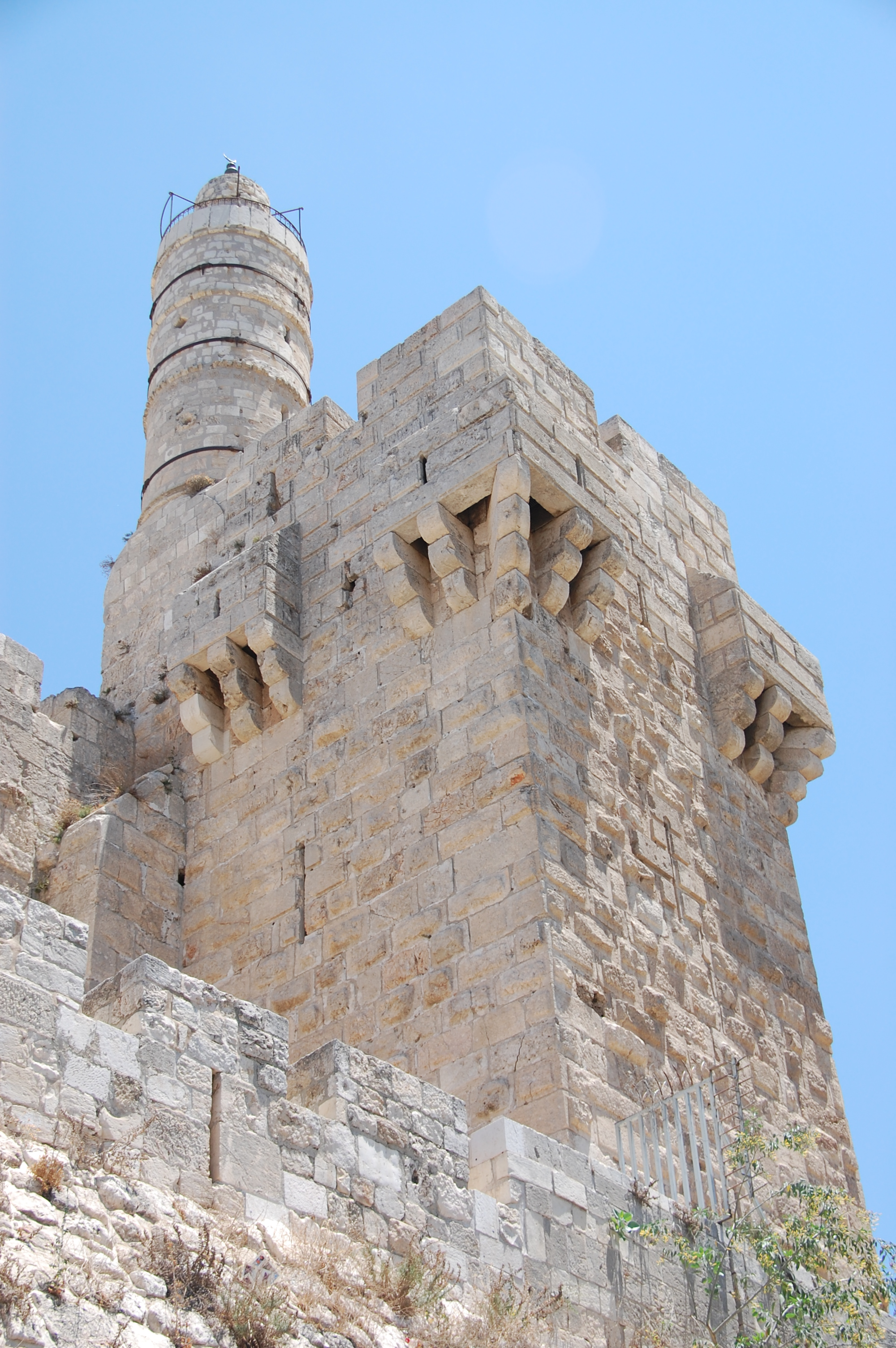
大卫/城堡塔
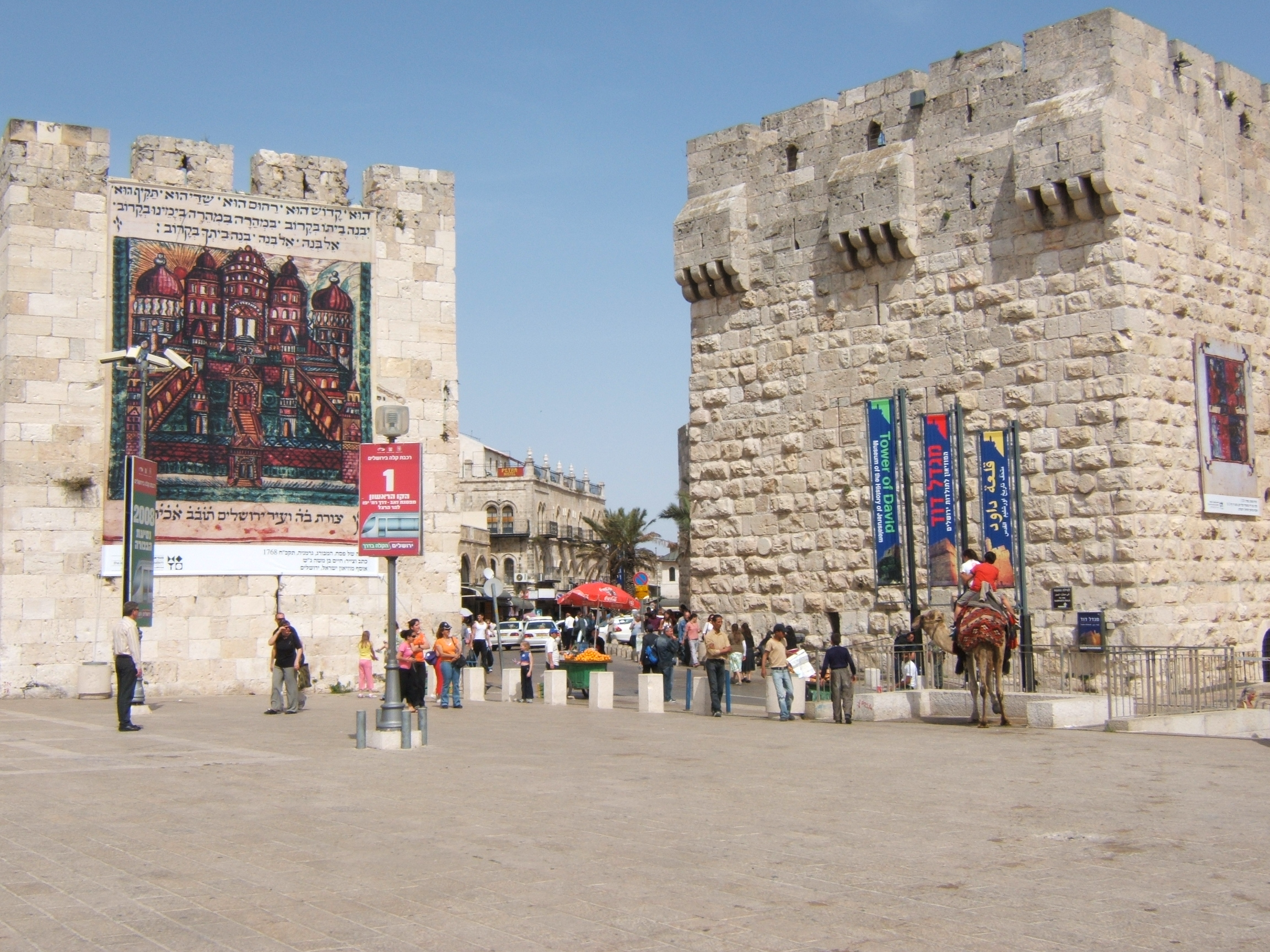
以色列千米零
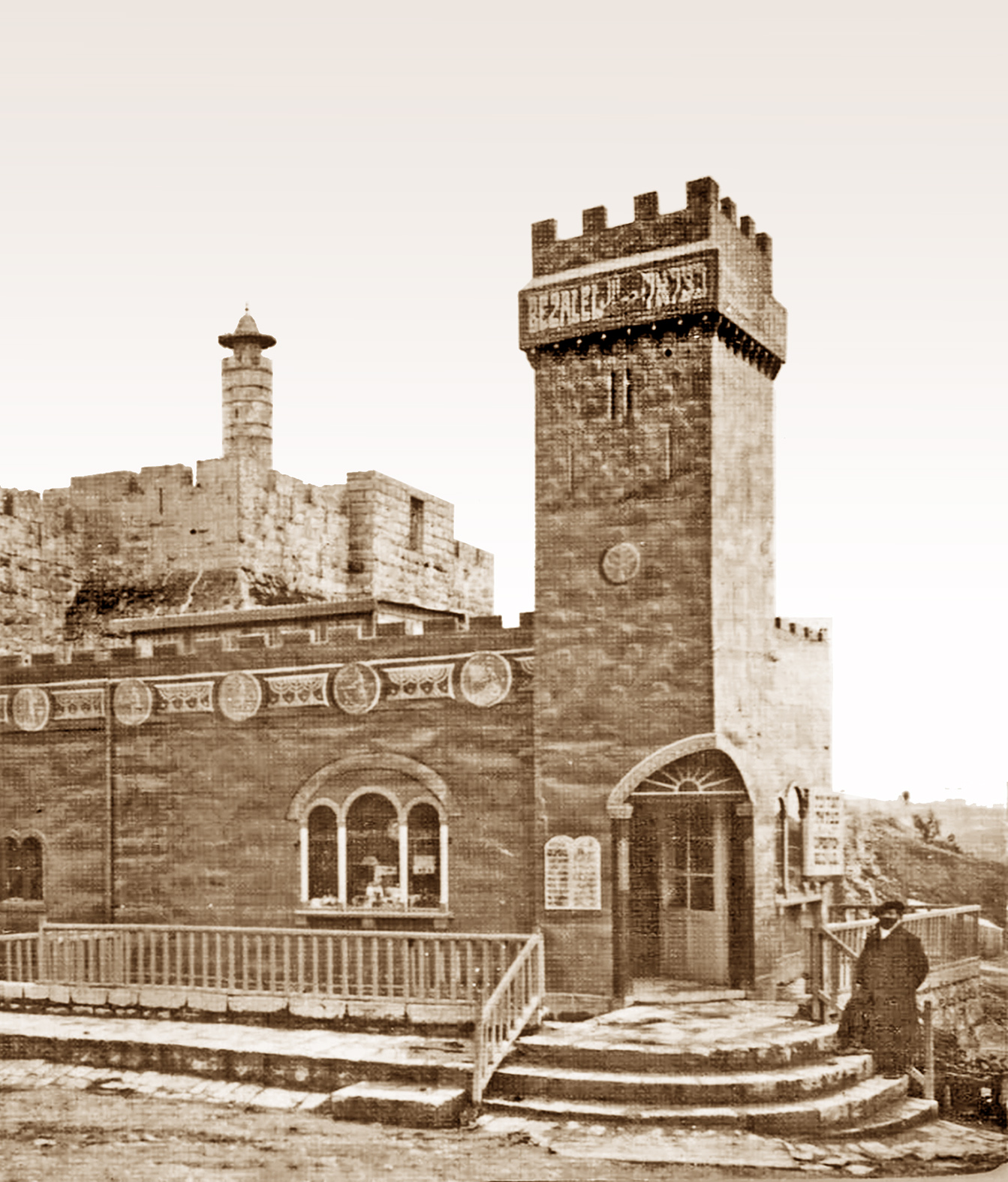
比撒列馆
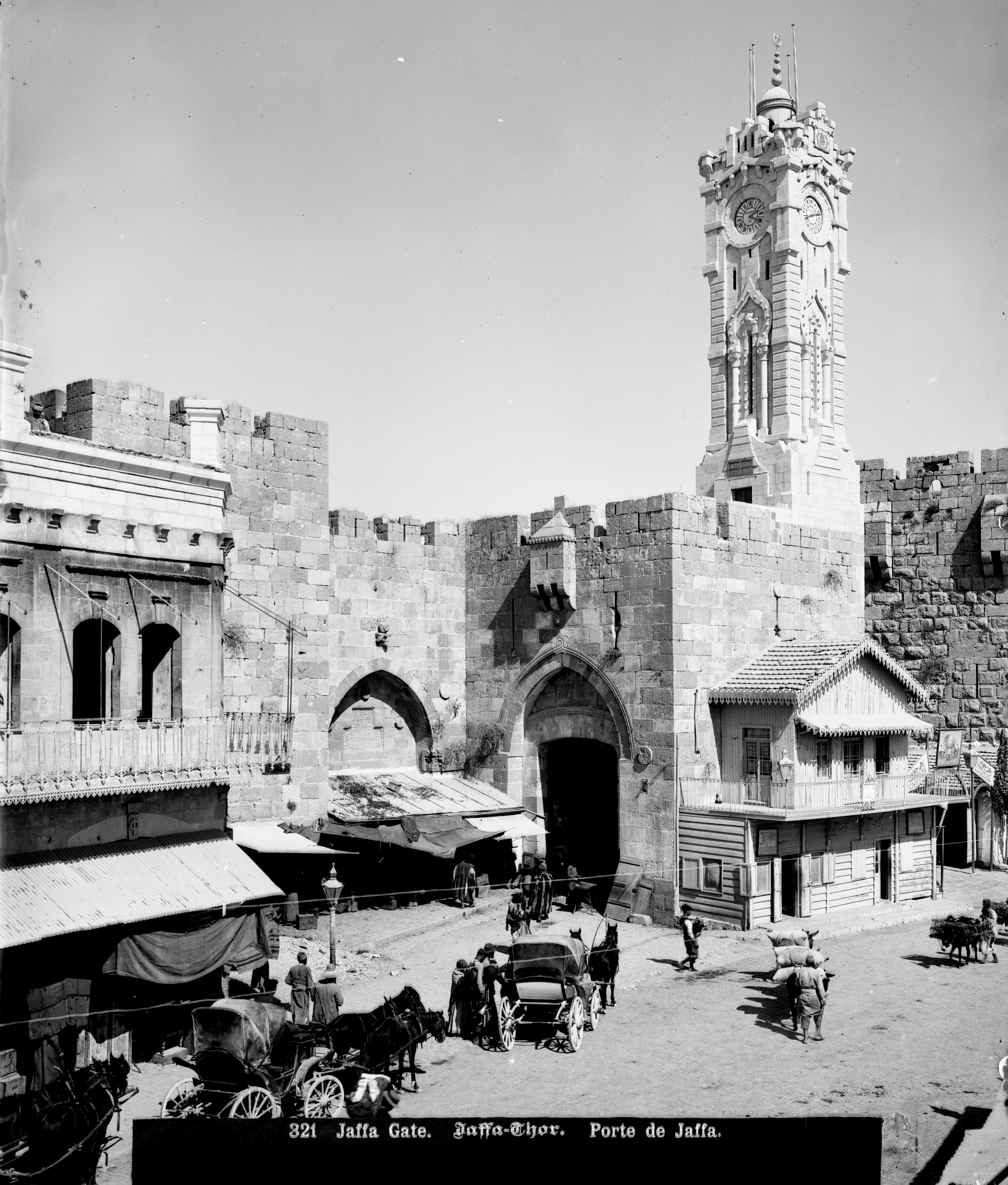
钟楼
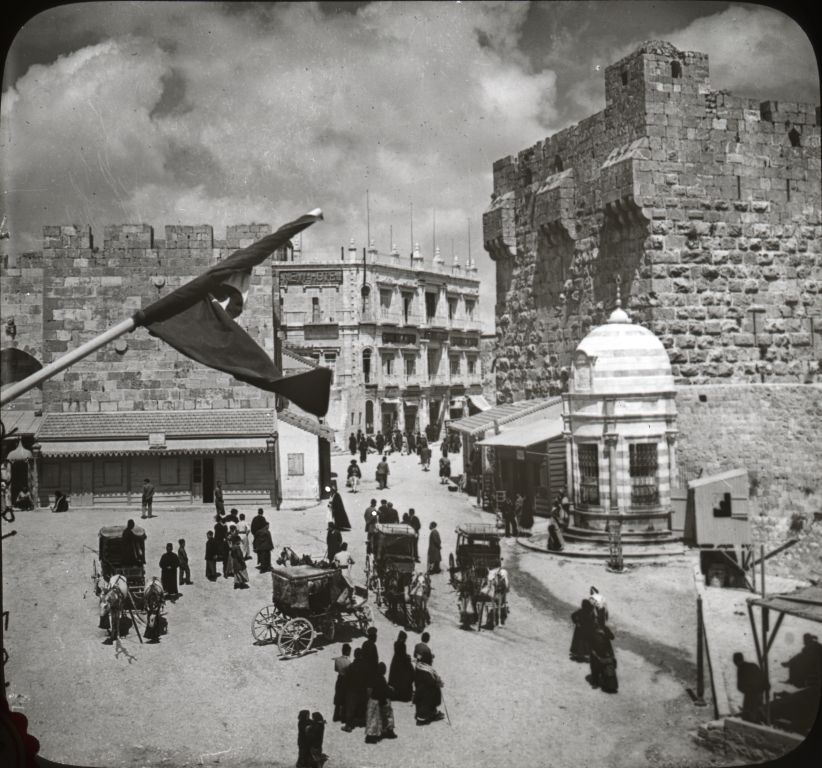
鄂圖曼時期建築的水利設施